# Heavy Is the Crown
"Heavy Is the Crown" é uma canção da banda norte-americana de rock Linkin Park. Foi lançada como o segundo single do oitavo álbum de estúdio da banda, From Zero (2024), em 24 de setembro de 2024. A faixa serve como música-tema do Campeonato Mundial de League of Legends de 2024, da Riot Games, e também aparece na trilha sonora da segunda temporada da série de televisão Arcane.

## Composição
Em termos de estilo, "Heavy is the Crown" é descrita como uma canção dos gêneros nu metal e rap rock. Os vocais de Emily Armstrong foram comparados aos do falecido Chester Bennington por Emmy Mack do Music Feeds, que declarou: "Na verdade, é muito fácil imaginar Chester cantando essa música”, e descreveu o refrão como “forte”.

## Lançamento
"Heavy Is the Crown" é a segunda canção lançada pela banda desde seu retorno com a nova vocalista Emily Armstrong e com o baterista Colin Brittain, após um hiato que perdurava desde 2017 por conta da morte do ex-vocalista Chester Bennington. Tocada pela primeira vez ao vivo em 22 de setembro de 2024 durante uma apresentação na Barclays Arena em Hamburgo, Alemanha, durante a From Zero World Tour, a faixa foi lançada como o segundo single de seu futuro oitavo álbum de estúdio, From Zero, em 24 de setembro de 2024. No mesmo dia, foi acompanhada por um videoclipe com a temática do jogo eletrônico League of Legends, da Riot Games, servindo como a música-tema de seu Campeonato Mundial de 2024. A canção também faz parte da trilha sonora da segunda temporada da série de televisão Arcane.

## Recepção
Gregory Adams, da revista Revolver, escreveu: "Alimentada por ganchos de guitarra famintos e melódicos e uma batida propulsiva e saltitante, estilo Meteora, ['Heavy Is the Crown'] explode com um rap clássico de Mike Shinoda. Armstrong relembra a voz rouca do falecido vocalista Chester Bennington, ao mesmo tempo em que traz alguns grandes gritos próprios."

## Desempenho nas tabelas musicais
| Tabela musical (2024)                         | Melhor posição |
| --------------------------------------------- | -------------- |
| Alemanha (Offizielle Deutsche Charts)         | 4              |
| Austrália (New Music Singles — ARIA)          | 18             |
| Áustria (Ö3 Austria Top 75)                   | 23             |
| Bélgica (Ultratop 50 da Valônia)              | 45             |
| Bélgica (Ultratop 50 de Flandres)             | 43             |
| Brasil (Billboard Brasil Hot 100)             | 30             |
| Canadá (Canadian Hot 100)                     | 40             |
| Coreia do Sul (Download — Circle)             | 75             |
| Coreia do Sul BGM (Circle)                    | 153            |
| Eslováquia (Singles Digitál Top 100)          | 23             |
| Estados Unidos (Billboard Hot 100)            | 79             |
| Estados Unidos (Hot Rock & Alternative Songs) | 12             |
| Estados Unidos (Rock & Alternative Airplay)   | 1              |
| Finlândia (Suomen virallinen lista)           | 23             |
| Irlanda (IRMA)                                | 49             |
| Itália (FIMI)                                 | 81             |
| Japão (Hot Overseas — Billboard Japan)        | 14             |
| Lituânia (AGATA)                              | 28             |
| Luxemburgo (Billboard)                        | 4              |
| Mundo (Billboard Global 200)                  | 14             |
| Nova Zelândia (Hot Singles — RMNZ)            | 2              |
| Países Baixos (Single Top 100)                | 51             |
| Polônia (Polish Streaming Top 100)            | 80             |
| Reino Unido (OCC UK Rock and Metal)           | 2              |
| Reino Unido (UK Singles Chart)                | 18             |
| República Checa (Singles Digitál Top 100)     | 4              |
| Suécia (Sverigetopplistan)                    | 38             |
| Suíça (Schweizer Hitparade)                   | 3              |

## Certificações
| Austrália (ARIA)                                                                  | Ouro  | 35 000‡  |
| Áustria (IFPI)                                                                    | Ouro  | 15 000‡  |
| Canadá (Music Canada)                                                             | Ouro  | 40 000‡  |
| França (SNEP)                                                                     | Ouro  | 100 000‡ |
| Polônia (ZPAV)                                                                    | Ouro  | 25 000‡  |
| Portugal (AFP)                                                                    | Ouro  | 5 000‡   |
| Reino Unido (BPI)                                                                 | Prata | 200 000‡ |
| Suíça (IFPI)                                                                      | Ouro  | 15 000‡  |
| ‡ Número de vendas + streaming definido com base apenas no nível de certificação. |       |          |

## Créditos e pessoal
Créditos adaptados através do Tidal.
Linkin Park
- Emily Armstrong – vocais, composição
- Colin Brittain – bateria, composição, coprodução
- Brad Delson – guitarra, vocais de apoio, composição, coprodução
- Dave "Phoenix" Farrell – baixo, vocais de apoio, composição
- Joe Hahn – samples, programação, vocais de apoio, composição
- Mike Shinoda – teclado, vocais, guitarra rítmica, composição, produção, engenharia de gravação

Créditos adicionais
- Mike Elizondo – produção adicional, composição
- Rich Costey – mixagem
- Emerson Mancini – masterização
- Ethan Mates – engenharia de gravação
- Jeff Citron – assistente de mixagem